# Poikilogyne carinata
Poikilogyne carinata är en tvåhjärtbladig växtart som beskrevs av J.F. Maxwell. Poikilogyne carinata ingår i släktet Poikilogyne och familjen Melastomataceae. Inga underarter finns listade i Catalogue of Life.